# Пам'ятки археології Вінницького району
У Вінницькому районі Вінницької області під обліком перебуває 70 пам'яток археології.
| №   | Охоронний № | Найменування пам’ятки                                      | Пам'яток у комплексі | Адреса                                 | Дата (епоха)                                            | Дата відкриття або виявлення | Автори (дослід.)                                     | Рішення про взяття під охорону                             |
| --- | ----------- | ---------------------------------------------------------- | -------------------- | -------------------------------------- | ------------------------------------------------------- | ---------------------------- | ---------------------------------------------------- | ---------------------------------------------------------- |
| 1.  | 195         | Поселення епохи бронзи                                     |                      | с. Бохоники                            | ХІ-ІХ ст. ст. до н. е.                                  | 1966 р.                      | краєзнавець В. Д. Гопак                              | №31310.06.1971 р.                                          |
| 2.  | 203         | Поселення передскіфського періоду                          |                      | с. Ведмеже                             | VIII- VII ст. ст. до н. е.                              | 1967 р.                      | к. і. н. П. І. Хавлюк                                | №9618.02.1983 р.                                           |
| 3.  | 209         | Поселення зарубинецької культури                           |                      | с. Вінницькі Хутори                    | ІІ ст. до н.е.,ІІ ст.н. е.                              | 1969 р.                      | к. і. н. П. І. Хавлюк                                | №2919.06.1977 р.                                           |
| 4.  | 16          | Поселення черняхівської культури                           |                      | с. Вінницькі Хутори                    | ІІ-IV ст. ст. н. е.                                     | 1969 р.                      | к. і. н. П. І. Хавлюк                                | №9618.02.1983 р.                                           |
| 5.  | 13          | Поселення черняхівської культури                           |                      | с. Вінницькі Хутори                    | ІІ-IV ст. ст. н. е.                                     | 1969 р.                      | к. і. н. П. І. Хавлюк                                | №7520.02.1985 р.                                           |
| 6.  | 210         | Поселення зарубинецької культури                           |                      | смт. Вороновиця                        | І ст. до н. е.,ІІ ст. н. е.                             | 1981 р.                      | к. і. н. П. І. Хавлюк                                | №7520.02.1985 р.                                           |
| 7.  | 211         | Поселення зарубинецької культури                           |                      | смт. Вороновиця                        | І ст. до н. е.,ІІ ст. н. е.                             | 1981 р.                      | к. і. н. П. І. Хавлюк                                | №9618.02.1983 р.                                           |
| 8.  | 196         | Поселення епохи бронзи                                     |                      | с. Зарванці                            | ХІ-ІХ ст. ст. до н. е.                                  | 1980 р.                      | краєзнавець В. Д. Гопак                              | №31310.06.1971 р.                                          |
| 9.  | 14          | Слов’янське поселення                                      |                      | с. Зарванці                            | IV-VII ст. ст. н.е.                                     | 1979 р.                      | к. і. н. П. І. Хавлюк                                | №7520.02.1985 р.                                           |
| 10. | 18          | Поселення трипільської культури                            |                      | с. Іванівка                            | IV-III тис. до н. е.                                    | 1984 р.                      | к. і. н. П. І. Хавлюк                                | №22822.05.1986 р.                                          |
| 11. | 15          | Поселення трипільської культури                            |                      | с. Ільківка                            | IV-III тис. до н. е.                                    | 1982 р.                      | к. і. н. П. І. Хавлюк                                | №7520.02.1985 р.                                           |
| 12. | 16          | Поселення передскіфського періоду                          |                      | с. Ільківка                            | VIII-VII ст. ст. до н. е.                               | 1982 р.                      | к. і. н. П. І. Хавлюк                                | №7520.02.1985 р.                                           |
| 13. | 17          | Скіфський курган                                           |                      | с. Ільківка                            | VI-V ст. ст. до н.е.                                    | 1982 р.                      | к. і. н. П. І. Хавлюк                                | №7520.02.1985 р.                                           |
| 14. | 18          | Поселення зарубинецької культури                           |                      | с. Ільківка                            | ІІ ст. до н.е.,І ст. н.е.                               | 1982 р.                      | к. і. н. П. І. Хавлюк                                | №7520.02.1985 р.                                           |
| 15. | 200         | Поселення передскіфського періоду                          |                      | с. Комарів                             | VIII-VII ст. ст. до н. е.                               | 1981 р.                      | к. і. н. П. І. Хавлюк                                | №9618.02.1983 р.                                           |
| 16. | 201         | Поселення передскіфської і зарубинецької культур           |                      | с. Комарів                             | VIII-VII ст. ст. до н. е., І ст. до н. е., II ст. н. е. | 1981 р.                      | к. і. н. П. І. Хавлюк                                | №9618.02.1983 р.                                           |
| 17. | 204         | Скіфське поселення                                         |                      | с. Комарів                             | V-IV ст. ст. до н. е.                                   | 1962 р.                      | к. і. н. П. І. Хавлюк                                | №9618.02.1983 р.                                           |
| 18. | 205         | Скіфське поселення                                         |                      | с. Комарів                             | VI-IV ст. ст. до н. е.                                  | 1962 р.                      | к. і. н. П. І. Хавлюк                                | №9618.02.1983 р.                                           |
| 19. | 221         | Ранньослов’янське поселення                                |                      | с. Комарів                             | VI-VII ст. ст. н .е.                                    | 1981 р.                      | к. і. н. П. І. Хавлюк                                | №9618.02.1983 р.                                           |
| 20. | 222         | Слов’янське поселення                                      |                      | с. Комарів                             | VII-VIII ст. ст. н. е.                                  | 1981 р.                      | к. і. н. П. І. Хавлюк                                | №9618.02.1983 р.                                           |
| 21. | 226         | Слов’янське городище                                       |                      | с. Комарів                             | X-XI ст. ст. н. е.                                      | 1963 р.                      | к. і. н. П. І. Хавлюк                                | №9618.02.1983 р.                                           |
| 22. | 20          | Поселення трипільської культури                            |                      | с. Комарів                             | IV-III тис. до н. е.                                    | 1981 р.                      | к. і. н. П. І. Хавлюк                                | №7520.02.1985 р.                                           |
| 23. | 197         | Поселення епохи пізньої бронзи                             |                      | с. Ксаверівка                          | XIII-IX ст. ст. до н. е.                                | 1981 р.                      | к. і. н. П. І. Хавлюк                                | №9618.02.1983 р.                                           |
| 24. | 21          | Поселення трипільської культури                            |                      | с. Ксаверівка                          | IV-III тис. до н. е.                                    | 1981 р.                      | к. і. н. П. І. Хавлюк                                | №7520.02.1985 р.                                           |
| 25. | 198         | Поселення епохи бронзи                                     |                      | с. Лисогора                            | IX-VIII ст. ст. до н. е.                                | 1981 р.                      | к. і. н. П. І. Хавлюк                                | №7520.02.1985 р.                                           |
| 26. | 202         | Поселення передскіфського періоду                          |                      | с. Лисогора                            | VIII-VII ст. ст. до н. е.                               | 1981 р.                      | к. і. н. П. І. Хавлюк                                | №9618.02.1983 р.                                           |
| 27. | 223         | Слов’янське поселення                                      |                      | с. Лисогора                            | VIII-IX ст. ст. н. е.                                   | 1981 р.                      | к. і. н. П. І. Хавлюк                                | №9618.02.1983 р.                                           |
| 28. | 15          | Поселення трипільської культури                            |                      | с. Лука-Мелешківська                   | IV-III тис. до н. е.                                    | 1985 р.                      | к. і. н. П. І. Хавлюк                                | №22726.06.1987 р.                                          |
| 29. | 6           | Поселення передскіфського періоду                          |                      | с. Лука-Мелешківська                   | VIII-VII ст. ст. до н. е.                               | 1985 р.                      | к. і. н. П. І. Хавлюк                                | №11313.05.1988 р.                                          |
| 30. | 22          | Поселення трипільської культури                            |                      | с. Майдан                              | IV-III тис. до н. е.                                    | 1982 р.                      | к. і. н. П. І. Хавлюк                                | №7520.02.1985 р.                                           |
| 31. | 23          | Поселення трипільської культури                            |                      | с. Медвеже Вушко                       | IV-III тис. до н. е.                                    | 1982 р.                      | к. і. н. П. І. Хавлюк                                | №7520.02.1985 р.                                           |
| 32. | 24          | Поселення черняхівської культури                           |                      | с. Медвеже Вушко                       | ІІ-IV ст. ст. н. е.                                     | 1982 р.                      | В. Д. Гопак                                          | №7520.02.1985 р.                                           |
| 33. | 19          | Поселення епохи бронзи                                     |                      | с. Медвеже Вушко                       | XIX-XVII ст. ст. до н. е.                               | 1982 р.                      | к. і. н. П. І. Хавлюк                                | №22822.05.1986 р.                                          |
| 34. | 25          | Поселення трипільської культури                            |                      | с. Некрасове                           | IV-III тис. до н. е.                                    | 1972 р.                      | науковий співробітник Б. І. Лобай                    | №7520.02.1985 р.                                           |
| 35. | 146         | Поселення трипільської культури                            |                      | с. Переорки                            | IV-III тис. до н. е.                                    | 1946 р.                      | археолог М. І. Артамонов                             | №31310.06.1971 р.                                          |
| 36. | 149         | Поселення культури полів захоронень                        |                      | с. Переорки                            | II-IV ст. ст. н. е.                                     | 1946 р.                      | археолог М. І. Артамонов                             | №31310.06.1971 р.                                          |
| 37. | 147         | Курганний могильник (57 шт.)                               | 57                   | с. Переорки                            | X-IV ст. ст. дон. е.                                    | 1947 р.                      | археолог М. І. Артамонов                             | №31310.06.1971 р.                                          |
| 38. | 11          | Поселення трипільської культури                            |                      | с. Писарівка                           | II пол. IV ст. – поч. ІІІ тис. до н. е.                 | 1970 р.                      | к. і. н. П. І. Хавлюк                                | №9618.02.1983 р.                                           |
| 39. | 215         | Поселення черняхівської культури                           |                      | с. Побережне                           | ІІ-IV ст. ст. н. е.                                     | 1981 р.                      | к. і. н. П. І. Хавлюк                                | №9618.02.1983 р.                                           |
| 40. | 214         | Поселення черняхівської культури                           |                      | с. Побережне                           | ІІ-IV ст. ст.н. е.                                      | 1981 р.                      | к. і. н. П. І. Хавлюк                                | №9618.02.1983 р.                                           |
| 41. | 194         | Неолітичне поселення                                       |                      | с. Прибузьке                           | VI-IV тис. до н. е.                                     | 1964 р.                      | краєзнавець В. Д. Гопак                              | №9618.02.1983 р.                                           |
| 42. | 12          | Поселення трипільської культури                            |                      | с. Прибузьке                           | IV - III тис. до н. е.                                  | 1973 р.                      | краєзнавець В. В. Мурований                          | №9618.02.1983 р.                                           |
| 43. | 17          | Поселення черняхівської культури                           |                      | с. Прибузьке                           | ІІ-IV ст. ст.н. е.                                      | 1974 р.                      | науковий співробітник Вінницького Краєзнавчого музею | №9618.02.1983 р.Наказ МКТ № 1266/0/16-10 від 21.12.2010 р. |
| 44. | 16          | Поселення трипільської культури                            |                      | с. Сокиринці                           | IV - III тис. до н. е.                                  | 1985 р.                      | к. і. н. П. І. Хавлюк                                | №22726.06.1987 р.                                          |
| 45. | 17          | Поселення передскіфського періоду                          |                      | с. Сокиринці                           | VIII-VII ст. ст. до н. е.                               | 1985 р.                      | к. і. н. П. І. Хавлюк                                | №22726.06.1987 р.                                          |
| 46. | 18          | Поселення передскіфського періоду                          |                      | с. Сокиринці                           | VIII-VII ст. ст. до н. е.                               | 1985 р.                      | к. і. н. П. І. Хавлюк                                | №22726.06.1987 р.                                          |
| 47. | 19          | Поселення зарубинецької культури                           |                      | с. Сокиринці                           | ІІ ст. до н. е.,ІІ ст. н. е.                            | 1985 р.                      | к. і. н. П. І. Хавлюк                                | №22726.06.1987 р.                                          |
| 48. | 20          | Слов’янське поселення                                      |                      | с. Сокиринці                           | V-VI ст. ст. н. е.                                      | 1985 р.                      | к. і. н. П. І. Хавлюк                                | №22726.06.1987 р.                                          |
| 49. | 199         | Поселення епохи бронзи                                     |                      | с. Степанівка                          | рання бронза XIX-XVII ст. ст. до н. е.                  | 1962 р.                      | к. і. н. П. І. Хавлюк                                | №9618.02.1983 р.                                           |
| 50. | 207         | Скіфські кургани (2)                                       | 2                    | с. Степанівка                          | V-IV ст. ст. до н. е.                                   | 1946 р.                      | археолог М. І. Артамонов                             | №9618.02.1983 р.                                           |
| 51. | 217         | Поселення черняхівської культури                           |                      | с. Степанівка                          | ІІ-IV ст. ст.н. е.                                      | 1981 р.                      | к. і. н. П. І. Хавлюк                                | №9618.02.1983 р.                                           |
| 52. | 218         | Поселення черняхівської культури                           |                      | с. Степанівка                          | ІІ-IV ст. ст.н. е.                                      | 1981 р.                      | к. і. н. П. І. Хавлюк                                | №9618.02.1983 р.                                           |
| 53. | 219         | Поселення черняхівської культури                           |                      | с. Степанівка                          | ІІ-IV ст. ст.н. е.                                      | 1981 р.                      | к. і. н. П. І. Хавлюк                                | №9618.02.1983 р.                                           |
| 54. | 216         | Поселення черняхівської культури                           |                      | с. Степанівка                          | ІІІ-IV ст. ст.н. е.                                     | 1981 р.                      | к. і. н. П. І. Хавлюк                                | №9618.02.1983 р.                                           |
| 55. | 213         | Поселення черняхівської культури                           |                      | смт. Стрижавка, (кол. Коло-Михайлівка) | ІІІ-IV ст. ст.н. е.                                     | 1963 р.                      | к. і. н. П. І. Хавлюк                                | №9618.02.1983 р.                                           |
| 56. | 150         | Поселення культури захоронень                              |                      | смт. Стрижавка                         | ІІ-IV ст. ст. н. е.                                     | 1946 р.                      | археолог М. І. Артамонов                             | №31310.06.1971 р.                                          |
| 57. | 224         | Слов’янське поселення                                      |                      | смт. Стрижавка                         | VIII-IX ст. ст. н. е.                                   | 1959 р.                      | к. і. н. П. І. Хавлюк                                | №9618.02.1983 р.                                           |
| 58. | 19          | Поселення епохи бронзи                                     |                      | смт. Стрижавка, (Коло-Михайлівка)      | XIX-XVII ст. ст. до н. е.                               | 1959 р.                      | к. і. н. П. І. Хавлюк                                | №7520.02.1985 р.                                           |
| 59. | 15          | Група курганів (8)                                         | 8                    | с. Тютьки                              | VII ст. до н. е.                                        | 1973-1974 р. р.              | викладач Він. педуніверситету І. І. Заєць            | №7520.02.1985 р.                                           |
| 60. | 21          | Поселення трипільської культури та передскіфського періоду |                      | с. Хижинці                             | IV - III тис. до н. е.,VIII-VII ст. ст. до н. е.        | 1985 р.                      | к. і. н. П. І. Хавлюк                                | №22726.06.1987 р.                                          |
| 61. | 13          | Скіфське поселення                                         |                      | с. Цвіжин                              | VI-V ст. ст. до н. е.                                   | 1975 р.                      | викладач Він. педуніверситету І. І. Заєць            | №7520.02.1985 р.                                           |
| 62. | 208         | Скіфські кургани (3)                                       | 3                    | с. Широка Гребля                       | V-IV ст. ст. до н. е.                                   | 1964 р.                      | к. і. н. П. І. Хавлюк                                | №7520.02.1985 р.                                           |
| 63. | 26          | Курган                                                     |                      | с. Широка Гребля                       | VII-ІІІ ст. ст. до н.е.                                 | 1982 р.                      | В.Д. Гопак                                           | №7520.02.1985 р.                                           |
| 64. | 193         | Пізньопалеолітична стоянка                                 |                      | с. Щітки                               | 50-40 тис. до н.е.                                      | 1963 р.                      | к. і. н. П. І. Хавлюк                                | №7520.02.1985 р.                                           |
| 65. | 220         | Поселення черняхівської культури                           |                      | с. Щітки                               | IV ст. н. е.                                            | 1969 р.                      | к. і. н. П. І. Хавлюк                                | №7520.02.1985 р.                                           |
| 66. | 14          | Скіфське поселення                                         |                      | с. Якушинці                            | VII-VI ст. ст. до н. е.                                 | 1974 р.                      | краєзнавець В. В. Мурований                          | №9618.02.1983 р.                                           |
| 67. | 206         | Скіфське поселення                                         |                      | с. Якушинці                            | VI-IV ст. ст. до н. е.                                  | 1980 р.                      | краєзнавець В. Д. Гопак                              | №9618.02.1983 р.                                           |
| 68. | 212         | Поселення зарубинецької культури                           |                      | с. Якушинці                            | І ст. до н. е.,ІІ ст.н. е.                              | 1981 р.                      | к. і. н. П. І. Хавлюк                                | №9618.02.1983 р.                                           |
| 69. | 225         | Ранньослов’янське поселення                                |                      | с. Якушинці                            | VI-VII ст. ст. н. е.                                    | 1981 р.                      | к. і. н. П. І. Хавлюк                                | №9618.02.1983 р.                                           |
| 70. | 27          | Поселення трипільської культури                            |                      | с. Якушинці                            | IV - III тис. до н. е.                                  | 1980 р.                      | В. Д. Гопак                                          | №7520.02.1985 р.                                           |

## Джерело
- Пам'ятки Вінницької області